# Christian Pulisic
Christian Mate Pulisic (chorw. Pulišić, ur. 18 września 1998 w Hershey, Pensylwania) – amerykański piłkarz pochodzenia chorwackiego, występujący na pozycji skrzydłowego lub ofensywnego pomocnika we włoskim klubie AC Milan oraz w reprezentacji Stanów Zjednoczonych, której jest kapitanem.
Srebrny medalista Złotego Pucharu CONCACAF 2019, brązowy medalista Mistrzostw Ameryki Północnej U-17 2015, uczestnik Mistrzostw Świata 2022, Copa América 2016 i 2024.

## Kariera klubowa

### Początki
Urodził się w Hershey, w stanie Pensylwania. W 2011 rozpoczął karierę piłkarską w miejscowym juniorskim klubie Pennsylvania Classics. Od wczesnego dzieciństwa zafascynowany był piłką nożną. Następnie rozpoczął treningi z profesjonalistami w lokalnym klubie Harrisburg City Islanders. W lipcu 2014, w wieku 15 lat, przeprowadził się wraz z ojcem Markiem do Niemiec, aby trenować w akademii Borussii Dortmund.

### Borussia Dortmund

#### 2015/2016
24 stycznia 2016 zadebiutował w niemieckim klubie Borussia Dortmund, w meczu towarzyskim przeciwko 1. FC Union Berlin. W spotkaniu tym rozegrał 90 minut, strzelił gola oraz zaliczył asystę. Sześć dni później, 30 stycznia zadebiutował w Bundeslidze, w wygranym 2:0 meczu 19. kolejki przeciwko FC Ingolstadt 04, w 68. minucie wszedł z ławki rezerwowych za Adriána Ramosa. 18 lutego Pulisic zadebiutował w Lidze Europy, w wygranym 2:0 pierwszym meczu 1/16 finału z FC Porto. 17 kwietnia 2016, w wygranym 3:0 meczu 30. kolejki Bundesligi z Hamburger SV, strzelił w 38. minucie swojego pierwszego gola w niemieckiej ekstraklasie, tym samym został czwartym najmłodszym strzelcem w historii Bundesligi, mając 17 lat i 212 dni. Sześć dni później, w wygranym 3:0 meczu 31. kolejki Bundesligi z VfB Stuttgart, ponownie wpisał się na listę strzelców, zdobywając bramkę w 45. minucie, tym samym dzięki strzelonej bramce, został najmłodszym zawodnikiem w historii Bundesligi z co najmniej dwoma golami, mając 17 lat i 218 dni. W sezonie 2015/2016 został wicemistrzem Niemiec z Borussią. W sumie, we wszystkich rozgrywkach, rozegrał 12 meczów, w których zdobył 2 bramki.

#### 2016/2017
Sezon rozpoczął 14 września 2016, w wygranym meczu fazy grupowej Ligi Mistrzów UEFA z Legią Warszawa (6:0), w spotkaniu tym zanotował asystę przy golu Gonzala Castro

### Chelsea
W styczniu 2019 przeszedł do Chelsea, jednak w ramach umowy do końca sezonu 2018/2019 grał dla swojego dotychczasowego klubu – Borussii Dortmund na zasadzie wypożyczenia.
Swoje pierwsze bramki dla Chelsea Pulisic zdobył 26 października 2019 w wygranym 4:2 wyjazdowym meczu z Burnley, w którym popisał się „perfekcyjnym” hat trickiem (bramki lewą nogą, prawą nogą i głową). 29 maja 2021 
wystąpił w wygranym 1:0 meczu finałowym Ligi Mistrzów UEFA przeciwko Manchesterowi City, stając się pierwszym Amerykaninem, który zagrał w finale tych rozgrywek, a także drugim amerykańskim zawodnikiem, po Jovanie Kirovskim, który wygrał Ligę Mistrzów.

### AC Milan
13 lipca 2023 podpisał kontrakt z klubem AC Milan. Kontrakt będzie obowiązywał do 30 czerwca 2027, z roczną opcją przedłużenia. 21 sierpnia zadebiutował w nowym klubie w meczu Serie A z Bologną (2:0), w którym strzelił premierową bramkę. 13 grudnia zdobył swoją pierwszą bramkę dla Milanu w rozgrywkach Ligi Mistrzów UEFA, trafiając w wygranym 2:1 starciu przeciwko Newcastle United.

## Kariera reprezentacyjna
W 2013 został powołany przez trenera Tony’ego Lepore do młodzieżowej reprezentacji Stanów Zjednoczonych do lat 15. 30 kwietnia 2013 zadebiutował w zremisowanym 0:0 meczu towarzyskim z Włochami. W tym samym roku został powołany przez Richiego Williamsa do reprezentacji Stanów Zjednoczonych do lat 17. W 2016 został powołany przez selekcjonera Jürgena Klinsmanna do seniorskiej reprezentacji Stanów Zjednoczonych. 30 marca 2016 zadebiutował w wygranym 4:0 meczu eliminacyjnym Mistrzostw Świata 2018 z Gwatemalą, tym samym stał się najmłodszym reprezentantem Stanów Zjednoczonych, który wystąpił w eliminacjach do MŚ. Swoją pierwszą bramkę dla reprezentacji zdobył 29 maja 2016 w wygranym 4:0 meczu towarzyskim z Boliwią, stając się najmłodszym strzelcem bramki dla amerykańskiej reprezentacji. W 2016 został powołany przez Jürgena Klinsmanna do kadry na Copa América 2016. W całym turnieju rozegrał 3 mecze, dochodząc z drużyną do fazy pucharowej, gdzie w meczu o 3. miejsce przegrała 0:1 z Kolumbią.
27 marca 2022 w meczu eliminacji do Mistrzostw Świata 2022 przeciwko reprezentacji Panamy, Pulisic zanotował swojego pierwszego hat tricka dla reprezentacji. 10 listopada znalazł się w kadrze reprezentacji Stanów Zjednoczonych na Mistrzostwa Świata 2022 odbywające się w Katarze. W pierwszym meczu fazy grupowej z Walią asystował przy golu Timothy’ego Weaha. 29 listopada strzelił gola w meczu przeciwko Iranowi (1:0).

## Statystyki

### Klubowe
(aktualne na 18 lutego 2024)
| Klub               | Sezon              | Liga               | Liga  | Liga   | Puchar kraju | Puchar kraju | Puchar Ligi Angielskiej | Puchar Ligi Angielskiej | Europa | Europa | Inne  | Inne   | Suma  | Suma   |
| Klub               | Sezon              | Liga               | Mecze | Bramki | Mecze        | Bramki       | Mecze                   | Bramki                  | Mecze  | Bramki | Mecze | Bramki | Mecze | Bramki |
| ------------------ | ------------------ | ------------------ | ----- | ------ | ------------ | ------------ | ----------------------- | ----------------------- | ------ | ------ | ----- | ------ | ----- | ------ |
| Borussia Dortmund  | 2015/2016          | Bundesliga         | 9     | 2      | –            | –            | –                       | –                       | 3      | 0      | –     | –      | 12    | 2      |
| Borussia Dortmund  | 2016/2017          | Bundesliga         | 29    | 3      | 4            | 1            | –                       | –                       | 10     | 1      | –     | –      | 43    | 5      |
| Borussia Dortmund  | 2017/2018          | Bundesliga         | 32    | 4      | 1            | 0            | –                       | –                       | 8      | 0      | 1     | 1      | 42    | 5      |
| Borussia Dortmund  | 2018/2019          | Bundesliga         | 20    | 4      | 3            | 2            | –                       | –                       | 7      | 1      | –     | –      | 30    | 7      |
| Borussia Dortmund  | Ogólnie            | Ogólnie            | 90    | 13     | 8            | 3            | 0                       | 0                       | 28     | 2      | 1     | 1      | 127   | 19     |
| Chelsea            | 2019/2020          | Premier League     | 25    | 9      | 2            | 1            | 2                       | 0                       | 4      | 1      | 1     | 0      | 34    | 11     |
| Chelsea            | 2020/2021          | Premier League     | 27    | 4      | 6            | 0            | –                       | –                       | 10     | 2      | –     | –      | 43    | 6      |
| Chelsea            | 2021/2022          | Premier League     | 22    | 6      | 4            | 0            | 3                       | 0                       | 7      | 2      | 2     | 0      | 38    | 8      |
| Chelsea            | 2022/2023          | Premier League     | 24    | 1      | 0            | 0            | 1                       | 0                       | 5      | 0      | –     | –      | 30    | 1      |
| Chelsea            | Ogólnie            | Ogólnie            | 98    | 20     | 12           | 1            | 6                       | 0                       | 26     | 5      | 3     | 0      | 145   | 26     |
| AC Milan           | 2023/2024          | Serie A            | 23    | 7      | 2            | 0            | –                       | –                       | 6      | 1      | –     | –      | 32    | 8      |
| AC Milan           | Ogólnie            | Ogólnie            | 23    | 7      | 2            | 0            | 0                       | 0                       | 7      | 1      | 0     | 0      | 32    | 8      |
| Ogólnie w karierze | Ogólnie w karierze | Ogólnie w karierze | 211   | 40     | 22           | 4            | 6                       | 0                       | 61     | 8      | 4     | 1      | 304   | 53     |

### Reprezentacyjne
(aktualne na 17 października 2023)
| Reprezentacja     | Rok     | Mecze | Bramki |
| ----------------- | ------- | ----- | ------ |
| Stany Zjednoczone |         |       |        |
| 2016              | 11      | 3     |        |
| 2017              | 9       | 6     |        |
| 2018              | 3       | 0     |        |
| 2019              | 11      | 5     |        |
| 2021              | 8       | 3     |        |
| 2022              | 14      | 5     |        |
| 2023              | 8       | 6     |        |
| Ogólnie           | Ogólnie | 64    | 28     |

| Mecze i gole w reprezentacji | Mecze i gole w reprezentacji | Mecze i gole w reprezentacji       | Mecze i gole w reprezentacji | Mecze i gole w reprezentacji | Mecze i gole w reprezentacji | Mecze i gole w reprezentacji |
| Stany Zjednoczone            | Stany Zjednoczone            | Stany Zjednoczone                  | Stany Zjednoczone            | Stany Zjednoczone            | Stany Zjednoczone            | Stany Zjednoczone            |
| Lp.                          | Data                         | Miejsce                            | Przeciwnik                   | Gol                          | Wynik                        | Rozgrywki                    |
| ---------------------------- | ---------------------------- | ---------------------------------- | ---------------------------- | ---------------------------- | ---------------------------- | ---------------------------- |
| 1.                           | 30.03.2016                   | Columbus, Stany Zjednoczone        | Gwatemala                    |                              | 4:0                          | el. MŚ 2018                  |
| 2.                           | 26.05.2016                   | Frisco, Stany Zjednoczone          | Ekwador                      |                              | 1:0                          | towarzyski                   |
| 3.                           | 29.05.2016                   | Kansas City, Stany Zjednoczone     | Boliwia                      | Gol                          | 4:0                          | towarzyski                   |
| 4.                           | 04.06.2016                   | Santa Clara, Stany Zjednoczone     | Kolumbia                     |                              | 0:2                          | Copa América 2016            |
| 5.                           | 22.06.2016                   | Houston, Stany Zjednoczone         | Argentyna                    |                              | 0:4                          | Copa América 2016            |
| 6.                           | 26.06.2016                   | Glendale, Stany Zjednoczone        | Kolumbia                     |                              | 0:1                          | Copa América 2016            |
| 7.                           | 02.09.2016                   | Kingstown, St. Vincent i Grenadyny | Saint Vincent i Grenadyny    | Gol · Gol                    | 6:0                          | el. MŚ 2018                  |
| 8.                           | 07.09.2016                   | Jacksonville, Stany Zjednoczone    | Trynidad i Tobago            |                              | 4:0                          | el. MŚ 2018                  |
| 9.                           | 07.10.2016                   | Hawana, Kuba                       | Kuba                         |                              | 2:0                          | towarzyski                   |
| 10.                          | 12.11.2016                   | Columbus, Stany Zjednoczone        | Meksyk                       |                              | 1:2                          | el. MŚ 2018                  |
| 11.                          | 16.11.2016                   | San José, Kostaryka                | Kostaryka                    |                              | 0:4                          | el. MŚ 2018                  |
| 12.                          | 25.03.2017                   | San Jose, Stany Zjednoczone        | Honduras                     | Gol                          | 6:0                          | el. MŚ 2018                  |
| 13.                          | 29.03.2017                   | Panama, Panama                     | Panama                       |                              | 1:1                          | el. MŚ 2018                  |
| 14.                          | 04.06.2017                   | Sandy, Stany Zjednoczone           | Wenezuela                    | Gol                          | 1:1                          | towarzyski                   |
| 15.                          | 09.06.2017                   | Commerce City, Stany Zjednoczone   | Trynidad i Tobago            | Gol · Gol                    | 2:0                          | el. MŚ 2018                  |

## Sukcesy

### Borussia Dortmund
- Puchar Niemiec: 2016/2017

### Chelsea
- Klubowe mistrzostwo świata: 2021
- Liga Mistrzów UEFA: 2020/2021
- Superpuchar Europy UEFA: 2021

### Stany Zjednoczone U-17
Mistrzostwa Ameryki Północnej U-17
- 3. miejsce: 2015

### Stany Zjednoczone
Liga Narodów CONCACAF
- Mistrzostwo: 2019/2020

Złoty Puchar CONCACAF
- Wicemistrzostwo: 2019

### Wyróżnienia
- Piłkarz Roku w Stanach Zjednoczonych: 2017[28], 2019[29], 2021[30]
- Najlepszy Młody Zawodnik Złotego Pucharu CONCACAF: 2019[31]
- Piłkarz miesiąca Serie A: Grudzień 2023[32]

### Rekordy
- Czwarty najmłodszy zawodnik w historii Bundesligi, który strzelił gola: 17 lat i 212 dni[8]
- Najmłodszy zawodnik w historii Bundesligi z 2 golami na koncie: 17 lat i 218 dni[9]

## Życie prywatne
Jest kuzynem piłkarza – Willa Pulisicia (ur. 1998), występującego na pozycji bramkarza. Posiada chorwackie obywatelstwo.